# MySQL AB
MySQL AB — компания, в состав которой входили основатели и основные разработчики системы управления базами данных MySQL.
Создана в Швеции в 1995 году Давидом Аксмарком, Аланом Ларссом и Майклом (Монти) Видениусом.
С 400 сотрудниками в 25 странах, MySQL AB была одной из крупнейших компаний, целиком сфокусированных на свободном программном обеспечении. Около 70 % сотрудников работали над MySQL удалённо.
16 января 2008 года было объявлено о соглашении о покупке MySQL AB компанией Sun Microsystems за 1 миллиард долларов США.. Поглощение было завершено 26 февраля 2008 года.